# 청소년의회
청소년의회(영어:Youth council, 독일어:Jugendparlament)는 청소년이 피선거권을 갖고 의회를 구성하는 것을 말한다. 비슷하게 어린이의회(독일어:Kinderparlament)는 어린이가 피선거권을 갖고 의회를 구성하는 것을 말한다. 대한민국에서는 어린이의회는 대한민국 국회 소속의 대한민국어린이국회를 비롯하여 여러 지방의회에 어린이의회가 있다. 대한민국내의 청소년의회로는 한국청소년단체협의회의 청소년회의가 정부 소속 법인이 운영하는 단체이며 비영리법인(비영리민간단체)로 대한민국청소년의회가 있다.

## 유럽의 청소년의회
유럽 청소년의회가 있다.

## 비법정단체의 청소년의회가 있는 나라
- 대한민국